# سانجيتا باهاتيا
سانچيتا ن. باهاتيا (مواليد 1968) هي مهندسة حيوية أمريكية وأستاذ في معهد MIT للهندسة الطبية والعلوم والهندسة الكهربائية وعلوم الكمبيوتر (EECS) وفي معهد ماساتشوستس للتكنولوجيا في كامبريدج، ماساتشوستس، الولايات المتحدة. يركز بحثها على تطبيقات التكنولوجيا الدقيقة والنانوية لإصلاح الأنسجة وتجديدها. تطبق سانچيتا أفكارًا من تكنولوجيا الكمبيوتر والهندسة لتصميم أدوات طبية حيوية مصغرة لدراسة وعلاج الأمراض، ولا سيما أمراض الكبد والتهاب الكبد والملاريا والسرطان.
في عام 2003، تم تسميتها من قبل إم آي تي تكنولوجي ريفيو كواحدة من أفضل 100 مبتكر في العالم تحت سن 35. كما تم تسميتها «عالمة تحت الملاحظة» من قبل ذا ساينتست في عام 2006. حصلت على العديد من الجوائز وانتخبت في الأكاديمية الوطنية للعلوم،  الأكاديمية الوطنية للهندسة، الأكاديمية الوطنية للطب، والأكاديمية الوطنية للمخترعين.
أصبحت أطروحة سانچيتا بهاتيا أساس التصنيع الدقيق في هندسة الأنسجة والأعضاء الاصطناعية الحيوية (1999). كما شاركت في تأليف أول كتاب دراسي للطلاب الجامعيين عن هندسة الأنسجة، وقد كُتب لدورات الدراسات العليا في المستوى الأول والسنة الأولى مع برنارد بالسون. وكانت محررة مشاركة في Microdevices in Biology and Medicine (2009)، وBiosensing: International Research and Development (2005).

## النشأة والتعليم
هاجر والداها من الهند إلى بوسطن، ماساتشوستس ؛ كان والدها مهندسًا وكانت والدتها من أوائل النساء اللائي حصلن على ماجستير إدارة الأعمال في الهند. وتحمست سانچيتا لتصبح مهندسة بعد صفها العاشر في علم الأحياء ورحلة مع والدها إلى مختبر معهد ماساتشوستس للتكنولوجيا لمشاهدة عرض توضيحي لآلة تخطيط الصدى الطبي لعلاج السرطان.
درست الهندسة الحيوية في جامعة براون حيث انضمت إلى مجموعة بحثية تدرس الأعضاء الصناعية مما أقنعها بمتابعة الدراسات العليا في هذا المجال.
بعد تخرجها مع مرتبة الشرف في عام 1990،  تم رفضها في البداية من برنامج الدراسات العليا الذي يديره قسم العلوم الصحية والتكنولوجيا بجامعة هارفارد بمعهد ماساتشوستس للتكنولوجيا (HST) ولكن تم قبوله في برنامج الماجستير في الهندسة الميكانيكية. وتم قبولها لاحقًا في برنامج الدراسات العليا الذي يديره قسم العلوم الصحية والتكنولوجيا بجامعة هارفارد بمعهد ماساتشوستس للتكنولوجيا (HST)، حيث أشرف عليها كل من محمد تونر ومارتن يارموش. وحصلت على دكتوراه عام 1997 ودكتوراه في الطب. في عام 1999، وأكملت تدريب ما بعد الدكتوراه في مستشفى ماساتشوستس العام.